# اکسید اسیدی
یک اکسید اسیدی (به انگلیسی: acidic oxide) اکسیدی است که:
- با آب واکنش می‌دهد تا یک اسید تولید کند، یا
- با یک مادهٔ قلیایی واکنش می‌دهد تا یک نمک تولید کند.

هشدار: این ماده را با انیدرید اسید یا acid anhydride اشتباه نگیرید.
چند نمونه:
- کربن دی اکسید که با آب وارد واکنش می‌شود و کربنیک اسید را تولید می‌کند.
- گوگرد دی‌اکسید که با آب واکنش نمی‌دهد و نمی‌تواند سولفورو اسید را تولید کند ولی با بازها واکنش می‌دهد و یک سولفیت تولید می‌کند.
- سیلیسیم دی اکسید که با آب واکنش نمی‌دهد ولی با بازها وارد واکنش می‌شود و سیلیکات‌ها را تولید می‌کند.
- کروم تری اکسید که با آب وارد واکنش می‌شود و اسید کرومیک را تولید می‌کند.

اکسیدهای اسیدی، همان اکسید نافلزها یا فلزها در حالت درجهٔ بالای اکسیژن است.

## منبع
- Greenwood, Norman N.; Earnshaw, Alan (1997). Chemistry of the Elements (2nd ed.). Oxford: Butterworth-Heinemann. ISBN 0080379419.{{cite book}}:  نگهداری یادکرد:نام‌های متعدد:فهرست نویسندگان (link)